# Filippo di Antonio Filippelli

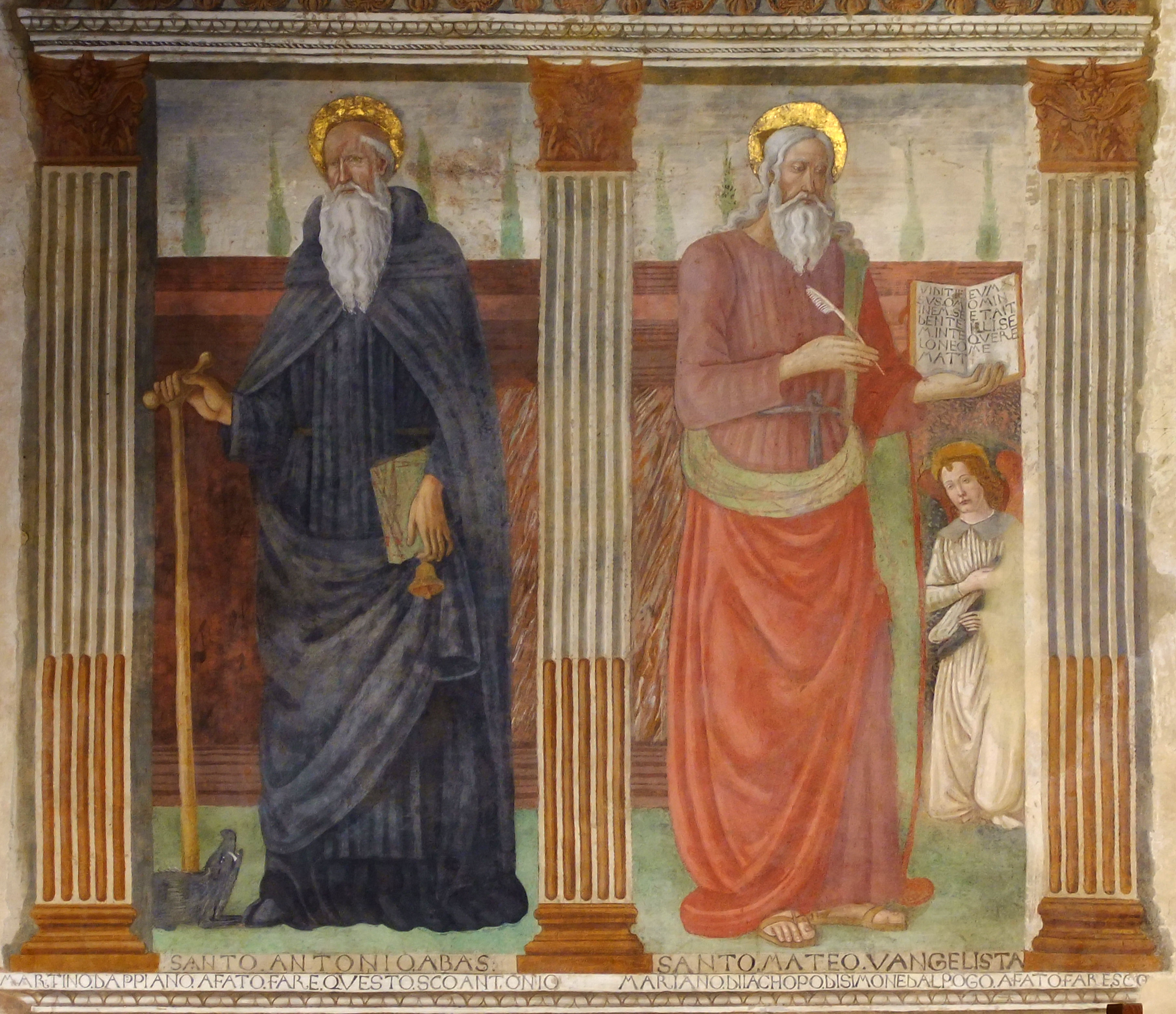
Les saints Antoine et Mathieu, Pieve di Sant'Appiano.

Filippo di Antonio Filippelli (Badia a Passignano, 1460-1506) est un peintre italien qui fut actif en Toscane.

## Biographie
Filippo di Antonio Filippelli, qui est probablement né dans le bourg situé en contrebas de Badia a Passignano, est un frère convers vallombrosain qui a été envoyé par ses frères de l'abbaye auprès de Domenico Ghirlandaio. 
Le style de ses œuvres est très proche de celui de son maître ; il travailla principalement dans la région du Chianti dans les lieux de culte de son ordre.

## Œuvres
- Storie della vita di San Benedetto, fresques, église San Michele Arcangelo, Badia a Passignano, Tavarnelle Val di Pesa ;
- Ascensione, fresque, église Santa Maria, Marcialla ;
- Madonna col Bambino, retable, église Sant'Andrea, frazione Papaiano, Poggibonsi ;
- Madonna col Bambino e i santi Antonio Abate e Lucia, fresque provenant de la Pieve Santa Maria, Coeli Aula, conservée actuellement au Musée d'art sacré, Montespertoli ;
- San Pietro martire, fresque, Pieve de Sant'Appiano ;
- Martirio di san Sebastiano attorniato dai confratelli incappucciati della Compagnia, fresque réalisée en collaboration avec Bernardo Rosselli (1484), Pieve de Sant'Appiano ;
- Santi Antonio Abate e Matteo evangelista, fresque, Pieve de Sant'Appiano.

### Sources
- (it) Cet article est partiellement ou en totalité issu de l’article de Wikipédia en italien intitulé « Filippo di Antonio Filippelli » (voir la liste des auteurs).